# Arran-Elderslie
Arran-Elderslie – gmina (ang. township) w Kanadzie, w prowincji Ontario, w hrabstwie Bruce.
Powierzchnia Arran-Elderslie to 460,13 km². Według danych spisu powszechnego z roku 2001 Arran-Elderslie liczy 6577 mieszkańców (14,29 os./km²).